# Kristin Dahl
Anna Kristin Dahl, född 19 januari 1940 i Stora Malms församling, Södermanlands län, är en svensk författare, föreläsare och vetenskapsjournalist.
Kristin Dahl utbildades vid Grafiska Institutet i Stockholm arbetade sedan på olika förlag. Efter studier på Journalisthögskolan i Stockholm började hon arbeta på den populärvetenskapliga tidskriften Forskning & Framsteg. Hon skrev artiklar och var redaktör och ställföreträdande ansvarig utgivare. I arbetet ingick även att omarbeta olika forskares texter inom områdena matematik, partikelfysik, teknik, filosofi, samhällsvetenskap.
Sedan slutet av 1990-talet verkar hon som författare och föreläsare i eget företag. Hon skriver facklitteratur för vuxna, ungdomar och barn; ofta handlar det om matematik. Flera av böckerna har översatts och säljs i länder som Tyskland, Sydkorea, Japan, Thailand och Kina med flera.
Hon är filosofie hedersdoktor vid Umeå universitet

## Böcker i urval
- Matte med mening: tänka tal och söka mönster, illustrerad av Sven Nordqvist, Alfabeta 1994
- Räkna med mig: mattegåtor för hela familjen, illustrerad av Robert Nyberg, Alfabeta 1996
- Ska vi leka matte?: finurliga lekar och kluriga spel, illustrerad av Matti Lepp, Alfabeta 1998
- Kvadrater, hieroglyfer och smarta kort: mera matte med mening, illustrerad av Gunna Grähs, Alfabeta 1999
- Kul med teknik, illustrerad av Maria Källström, Alfabeta 2023[4]